# Turmer
Turmer – osada w Anglii, w hrabstwie Hampshire, w dystrykcie New Forest. Leży 37 km na południowy zachód od miasta Winchester i 137 km na południowy zachód od Londynu.